# Skate America 1996
Navigation
Édition précédente Édition suivante
Le Skate America est une compétition internationale de patinage artistique qui se déroule aux États-Unis au cours de l'automne. Il accueille des patineurs amateurs de niveau senior dans quatre catégories: simple messieurs, simple dames, couple artistique et danse sur glace.
Le quinzième Skate America est organisé du 31 octobre au 3 novembre 1996 au MassMutual Center de Springfield dans le Massachusetts. Il est la première compétition de la Série des champions ISU senior de la saison 1996/1997.

## Résultats

### Messieurs
| Rang | Nom                    | Pays       | Points | Prog. court | Prog. libre |
| ---- | ---------------------- | ---------- | ------ | ----------- | ----------- |
| 1    | Todd Eldredge          | États-Unis | 1.5    | 1           | 1           |
| 2    | Aleksey Urmanov        | Russie     | 3.0    | 2           | 2           |
| 3    | Aleksey Yagudin        | Russie     | 6.0    | 6           | 3           |
| 4    | Vyacheslav Zahorodnyuk | Ukraine    | 6.0    | 4           | 4           |
| 5    | Éric Millot            | France     | 7.5    | 5           | 5           |
| 6    | Takeshi Honda          | Japon      | 7.5    | 3           | 6           |
| 7    | Scott Davis            | États-Unis | 11.0   | 8           | 7           |
| 8    | Cornel Gheorghe        | Roumanie   | 13.0   | 10          | 8           |
| 9    | Daniel Hollander       | États-Unis | 13.5   | 7           | 10          |
| 10   | Michael Hopfes         | Allemagne  | 15.0   | 12          | 9           |
| 11   | Stanick Jeannette      | France     | 15.5   | 9           | 11          |
| 12   | Jeffrey Langdon        | Canada     | 17.5   | 11          | 12          |

### Dames
| Rang | Nom               | Pays               | Points | Prog. court | Prog. libre |
| ---- | ----------------- | ------------------ | ------ | ----------- | ----------- |
| 1    | Michelle Kwan     | États-Unis         | 1.5    | 1           | 1           |
| 2    | Tonia Kwiatkowski | États-Unis         | 3.0    | 2           | 2           |
| 3    | Sydne Vogel       | États-Unis         | 4.5    | 3           | 3           |
| 4    | Julia Lautowa     | Autriche           | 6.5    | 5           | 4           |
| 5    | Hanae Yokoya      | Japon              | 8.0    | 4           | 6           |
| 6    | Ielena Sokolova   | Russie             | 9.5    | 9           | 5           |
| 7    | Vanessa Gusmeroli | France             | 11.0   | 8           | 7           |
| 8    | Lenka Kulovaná    | République tchèque | 12.0   | 6           | 9           |
| 9    | Szusanna Szwed    | Pologne            | 13.0   | 10          | 8           |
| 10   | Maria Butyrskaya  | Russie             | 13.5   | 7           | 10          |
| 11   | Fanny Cagnard     | France             | 17.0   | 12          | 11          |
| 12   | Jennifer Robinson | Canada             | 17.5   | 11          | 12          |

### Couples
| Rang | Nom                                     | Pays       | Points | Prog. court | Prog. libre |
| ---- | --------------------------------------- | ---------- | ------ | ----------- | ----------- |
| 1    | Oksana Kazakova / Artur Dmitriev        | Russie     | 2.0    | 2           | 1           |
| 2    | Shelby Lyons / Brian Wells              | États-Unis | 2.5    | 1           | 2           |
| 3    | Stephanie Stiegler / John Zimmerman     | États-Unis | 5.0    | 4           | 3           |
| 4    | Marina Khaltourina / Andrei Krioukov    | Kazakhstan | 5.5    | 3           | 4           |
| 5    | Silvia Dimitrov / Rico Rex              | Allemagne  | 7.5    | 5           | 5           |
| 6    | Sara Ward / Lance Travis                | États-Unis | 9.5    | 7           | 6           |
| 7    | Marie-Claude Savard-Gagnon / Luc Bradet | Canada     | 10.0   | 6           | 7           |

### Danse sur glace
| Rang    | Nom                                       | Pays               | Points | Danse imposée | Danse originale | Danse libre |
| ------- | ----------------------------------------- | ------------------ | ------ | ------------- | --------------- | ----------- |
| 1       | Anzhelika Krylova / Oleg Ovsiannikov      | Russie             | 2.0    | 1             | 1               | 1           |
| 2       | Irina Lobatcheva / Ilia Averboukh         | Russie             | 4.0    | 2             | 2               | 2           |
| 3       | Sophie Moniotte / Pascal Lavanchy         | France             | 6.0    | 3             | 3               | 3           |
| 4       | Elizabeth Punsalan / Jerod Swallow        | États-Unis         | 9.0    | 5             | 5               | 4           |
| 5       | Irina Romanova / Igor Yaroshenko          | Ukraine            | 9.0    | 4             | 4               | 5           |
| 6       | Kati Winkler / René Lohse                 | Allemagne          | 12.0   | 6             | 6               | 6           |
| 7       | Kateřina Mrázová / Martin Šimeček         | République tchèque | 14.0   | 7             | 7               | 7           |
| 8       | Megan Wing / Aaron Lowe                   | Canada             | 16.4   | 9             | 8               | 8           |
| 9       | Kate Robinson / Peter Breen               | États-Unis         | 19.2   | 12            | 9               | 9           |
| 10      | Barbara Piton / Alexandre Piton           | France             | 20.6   | 10            | 11              | 10          |
| 11      | Amy Webster / Ron Kravette                | États-Unis         | 21.4   | 11            | 10              | 11          |
| Abandon | Elizaveta Stekolnikova / Dmitri Kazarlyga | Kazakhstan         |        | 8             |                 |             |

## Sources
- Résultats du Skate America 1996
- Patinage Magazine N°55 (décembre 1996-Janvier/février 1997)